# 博伊德鎮區 (北達科他州伯利縣)
博伊德鎮區（英語：Boyd Township）是位於美國北達科他州伯利縣的一個鎮區。

## 地方資料
博伊德鎮區的面積為93.22平方千米，皆為陸地。根據2010年美國人口普查的數據，當地共有人口134人，而人口密度為每平方千米1.44人。